# 莱娅·拉布鲁斯
莱娅·拉布鲁斯（法語：Léa Labrousse，1997年4月6日—）生于多姆山省博蒙，是一名法国女子蹦床运动员。她最初练习竞技体操，后来她在一次偶然机会下开始接接触蹦床，这之后她便更多练习蹦床，进而放弃竞技体操。10岁时，她首次获得全国青少年级比赛冠军。2009年，她首次参加国际比赛，2014年，她加入法国成年国家队。